# 动物安乐死
动物安乐死又稱人道處置，是以最低的受痛苦程度，把動物生命「人為地結束」，“euthanasia”源於希臘文，有「好的死亡」或「無痛苦的死亡」的含意，也就是安樂死。人道處置的原因一般是不治之症或者實驗室的實驗程序需要。盡管方法可能很類似，人道處置和屠宰場的動物屠宰還有害蟲防治是有所區隔的。
對於飼養的動物，這個程序又被委婉稱作上路或者說再見。

## 方法
人道處置的方法可分作藥物性的或物理性的。普遍接受的藥物性手法包括注射藥物或者氣體吸入式，首先癱瘓神經系統，接著停止循環系統來致死。普遍接受的物理手法則必須先阻斷中樞神經來停止其意識。以下介紹最常見的手法，但根據狀況的不同會有其他的可接受方式。

### 不可逆麻醉
在實施不可逆麻醉後，昏迷、呼吸停止和心跳停止通常會在30秒內依序快速地發生。
一些獸醫會選擇兩步式：先打第一劑讓對象寵物失去意識，接著再來第二劑來致命。如此可以允許飼主緩和地和還在生的寵物道別，也能防止一些如死後痙攣或者神經反射等死後動作引起飼主的不良情緒反應。
對於較大型的動物如馬或牛，則可能會使用不同的藥物或配方，像是鹽酸辛可卡因和Tributame(乙甲丁酰胺/氯喹/利多卡因)，可在注射後快速導致昏迷和心跳停止，藥效快且安全有效率。
當動物死後，死後抽搐和失禁等現象並不罕見。

### 吸入劑
一些吸入性藥物像是異氟醚或七氟醚常被用來做為小型動物的人道處置手段。這些動物會被關進密封的空間內然後注入高濃度的上述藥物。也可能使用較低劑量的上述藥物導致昏迷後，再注入二氧化碳來致死。在某些對野生動物的人道處置上，也可能單單使用二氧化碳致死。 是否要使用混和方案常常取決於人類自身的經驗來判斷不麻醉而直接致死會不會讓該動物感到壓力。在2013年，美國獸醫協會(AVMA)提出對於二氧化碳用於人道處置的指導，當中指出對於小型齧齒目，每分鐘注入10%至30%總容積的二氧化碳屬於人道處置。
某些場合也會使用一氧化碳，但美國有些州已經禁止在動物收容所使用一氧化碳作為人道處置手段。另外也有使用氮氣的研究。

### 扭斷頸椎
扭斷頸椎是一種宰殺小型動物例如老鼠時的古老方法。如果操作熟練可以在很少或沒有成本和設施的底下給予無痛死亡。執行者必須知道用何種方法和位置才能導致頸椎斷裂，否則不熟練的手法可能不會導致立即死亡且會導致不必要的痛苦。另外由於不清楚動物在被扭斷頸椎後會保持多久意識，還有會受到多少痛苦，這種方法已經逐漸少用。

### 心肌注射/腹膜注射
當靜脈注射不可行時，一些致死藥物像是戊巴比妥可以直接往心包或體空腔注射。通常腹膜注射是可被接受的(盡管對狗或貓可能需要15分鐘才會起藥效)，心肌注射則只能對無意識或深度鎮靜的動物施行。在許多國家，對清醒的動物施行心肌注射是違反該國的動保法的。

### 射殺法

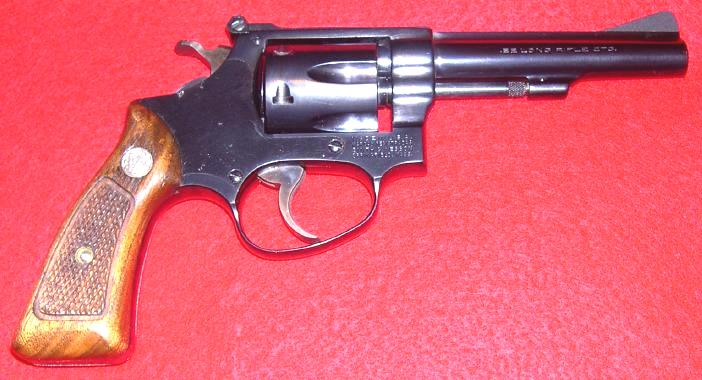
Smith and Wesson Model 34-1 Kit Gun

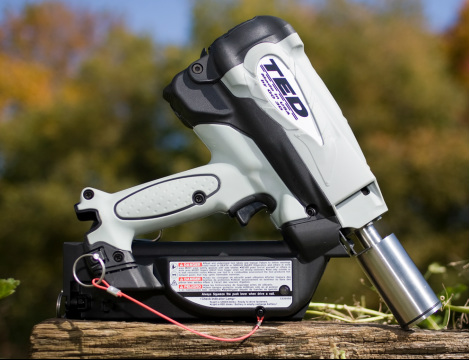
擊暈槍

通常射殺法會用於例如馬、牛或鹿等大型動物的人道處置作業上。有可能是指：
火器在傳統上，這種方法會用於人道處置馬或鹿等大型獵物。槍手會對獵物的前額開槍，並估算彈道會經過腦幹直穿脊椎而致死。只要由經過訓練的人員施行，這種方法的風險很小。
擊昏槍這種方法通常用於肉品工業來人道屠宰牛隻或其他牲畜。從此槍對動物前額發射的螺栓會對大腦皮質造成很大的損傷。對牛來說，這會擊暈動物。雖然放置一段時間後宰體就會因腦水腫而致命，但仍然建議進行活締處理或割頸放血來加速其死亡。像是馬之類的動物則會立即死亡，故不需要做後續步驟。.

## 動物安樂死的理由
一些對寵物或其他動物的人道處置理由像是：
- 絕症，例如癌症或狂犬病。

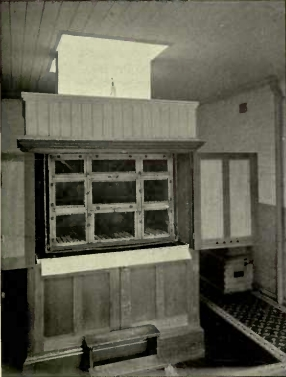
英國動物收容所用於人道處置貓隻的毒氣櫃

- 一些不致命的外傷或疾病，但是會導致動物往後的生存很痛苦，或者飼主無法負擔其療程，或者飼主對其療程反對。
- 獵人的憐憫之殺（英语：coup de grâce）。
- 無法糾正的行為問題。例如：侵略性（英语：aggression）——曾經造成人或其他牲畜嚴重傷害的狗隻往往都會被人道處置。
- 高齡導致行為無法治理並影響到生活品質。
- 流浪動物或無主動物。
- 動物試驗：在一些科學研究或實驗當中，動物最後會被人道處置來進行解剖，或者避免其因為進行過的實驗而受苦，或者防止疾病散撥，或其他原因。[2]

小型動物的人道處置常常由在獸醫診所或醫院、或者動物收容所，由獸醫或者其監督的獸醫助理執行。有時候動物收容所的工作人員也會接受訓練來執行人道處置。一些獸醫會在飼主的家裡執行人道處置，特別是在要對一些大型動物進行人道處置的場合。在一些大型動物受重傷的場合，比如說賽馬場意外，獸醫也可能執行現場人道處置。

## 遺體處理
許多寵物飼主會選擇領回安樂死的寵物遺體並舉行葬禮和埋葬，這方面有專門的寵物殯儀館來執行寵物葬禮或火化。
否則，相關部門通常會把遺體冰凍保存並配合環保單位送往掩埋場。
在一些實例上，於動物收容所內人道處置的動物遺體會送往肉品處理工廠並製成化妝品、肥料、飼料、藥物或寵物食品等製品。曾有質疑上述製品中存在的戊巴比妥可能導致攝食的狗在面臨人道處置時對該藥物產生抗藥性。但是，在2002年FDA的研究報告指出，在其抽樣的寵物食物當中沒有檢測到狗或貓的DNA，所以前述理論應該是源自被人道處置的馬或牛。但即使如此，上述藥物在寵物食品中的含量仍在安全無虞範圍。

## 法規

### 中華民國
中華民國立法院在2015年1月23日通過《動物保護法》第12條修正案，雖然缺乏相關配套措施，還是在2017年2月開始執行，廢除了收容所內狗或貓的合法安樂死。